# Jerzy Mydlarz
Jerzy Mydlarz (ur. 12 sierpnia 1954) – polski lekkoatleta, specjalizujący się w biegach średniodystansowych.

## Osiągnięcia
- Mistrzostwa Polski seniorów w lekkoatletyce
  - Warszawa 1978 – srebrny medal w biegu na 1500 m

- Halowe mistrzostwa Polski seniorów w lekkoatletyce
  - Zabrze 1979 – brązowy medal w biegu na 1500 m
  - Zabrze 1980 – srebrny medal w biegu na 1500 m
  - Zabrze 1981 – srebrny medal w biegu na 1500 m

## Rekordy życiowe
- bieg na 1500 metrów
  - stadion – 3:38,50 (Sopot 1982)
- bieg na 3000 metrów
  - stadion – 8:00,71 (Sopot 1980)
- bieg na 5000 metrów
  - stadion – 14:08,60 (Sopot 1979)